# Klädesholmens församling
Klädesholmens församling var en församling i Göteborgs stift och i Tjörns kommun. Församlingen uppgick 2010  i Rönnängs församling.

## Administrativ historik
Församlingen bildades 1794 genom en utbrytning ur Stenkyrka församling. 
Församlingen var till 1 maj 1920 annexförsamling i pastoratet Stenkyrka, Klövedal, Valla, Rönnäng och Klädesholmen. Från 1 maj 1920 till 2010 annexförsamling i pastoratet Rönnäng och Klädesholmen. 2010 uppgick församlingen i Rönnängs församling.

## Kyrkobyggnader
- Klädesholmens kyrka

### Fotnoter
1. ↑  ”Förteckning (Sveriges församlingar genom tiderna)”. Skatteverket. 1989. http://www.skatteverket.se/privat/folkbokforing/omfolkbokforing/folkbokforingigaridag/sverigesforsamlingargenomtiderna/forteckning.4.18e1b10334ebe8bc80003999.html. Läst 17 december 2013.
2. ↑  ”Församlingar”. Statistiska centralbyrån. https://www.scb.se/hitta-statistik/regional-statistik-och-kartor/regionala-indelningar/forsamlingar/. Läst 30 december 2022.